# Classe Soobrazitel'nyj
I cacciatorpediniere della classe Soobrazitel'nyj (progetto 7U secondo la classificazione russa) costituiscono un'evoluzione rispetto alla precedente Classe Gnevnyj. Entrarono in servizio tra il 1940 ed il 1941.

## Sviluppo e tecnica
I Soobrazitelny sono molto simili ai Gnevny, da cui derivano. La lettera “U” sta infatti per Ulutsheniy, termine russo che vuol dire “migliorato”.
Questa versione migliorata dei progetto 7 venne realizzata a partire dal 1936, quando ci si rese conto dei problemi che affliggevano i Gnevny.
Le principali differenze riguardarono l'impianto propulsivo (venne installata una quarta caldaia, contro le tre della versione precedente), la struttura dello scafo (che venne rinforzato) ed una minore capacità di carburante. Anche i cannoni antiaerei vennero migliorati.
Durante la guerra, vennero inoltre installati anche degli equipaggiamenti elettronici (radar in particolare). Questi furono forniti dagli alleati.

## Il servizio
In totale, vennero costruite 18 unità. Una diciannovesima non fu mai ultimata. Dieci di queste navi vennero affondate durante la Seconda guerra mondiale.

### Flotta del Baltico
Tutte le unità della Flotta del Baltico vennero costruite presso il cantiere navale di San Pietroburgo. Un totale di 14 unità vennero impostate, di cui 13 entrarono in servizio. Di queste, sei vennero affondate durante la guerra.
- Silnyi: entrato in servizio nel 1940, venne demolito nel 1960.
- Storozhevoi: entrato in servizio nel 1941, venne danneggiato da una motosilurante tedesca. Modificato con l'installazione di una torretta binata per artiglieria, venne demolito nel 1959.
- Serdityi: entrato in servizio nel 1941, venne affondato da un bombardamento il 19 luglio 1941.
- Slavnyi: entrato i servizio nel 1940, venne demolito nel 1958.
- Smelyi: entrato in servizio nel 1940, venne affondato il 27 luglio 1941 da una motosilurante tedesca.
- Stoikiy: entrato in servizio nel 1940, venne demolito nel 1959.
- Strashnyi: entrato in servizio nel 1941, venne demolito negli anni cinquanta.
- Suroviy: entrato in servizio nel 1941, affondò per l'urto con una mina il 13 novembre 1941.
- Skoriy: entrato in servizio nel 1941, affondò per l'urto con una mina il 28 agosto 1941.
- Statniy: entrato in servizio nel 1941, affondò per l'urto con una mina il 18 agosto 1941.
- Strogiy: entrato in servizio nel 1941, venne demolito negli anni cinquanta.
- Stroyni: entrato in servizio nel 1941, venne demolito nel 1959.
- Svirepiy: entrato in servizio nel 1941, venne demolito negli anni cinquanta.
- Spokoiny: rimorchiato fino a Molotovsk (l'odierna Severodvinsk)nel 1941, non fu mai ultimato. Lo scafo venne demolito alla fine degli anni quaranta.

### Flotta del Mar Nero
Le unità della Flotta del Mar Nero vennero costruite presso i cantieri di Nikolayev e Sebastopoli. Su cinque unità, quattro furono affondate durante la seconda guerra mondiale.
- Smyshleny: costruito a Mykolaïv, entrò in servizio nel 1941 e venne affondato il 6 marzo 1942 da una mina.
- Soobrazitelny: costruito a Mykolaïv, entrò in servizio nel 1941. Sopravvissuto alla guerra, venne trasformato in nave museo nel 1966.
- Sposobny: costruito a Sebastopoli, entrò in servizio nel 1941 e venne affondato da bombardieri stuka il 6 ottobre 1943.
- Sovershenny: costruito a Sebastopoli, entrò in servizio nel 1941. Danneggiato da una mina nel settembre 1941, venne affondato da un bombardamento nel 1942 durante la battaglia di Sebastopoli.
- Svobodny: costruito a Mykolaïv, entrò in servizio nel 1942 e venne affondato il 10 giugno dello stesso anno da un bombardamento tedesco durante la battaglia di Sebastopoli.